# Ivy (cantante)
Park Eun Hye (en hangul, 박은혜; Yeongdeungpo-gu, Seúl, 7 de noviembre de 1982), Ivy (Hangul: 아이비), es una cantante y actriz musical nacida en Corea del Sur.

## Discografía
Es miembro de la agencia "CJ E&M".

## Filmografía

### Apariciones en programas
| Año              | Título              | Notas                                            |
| ---------------- | ------------------- | ------------------------------------------------ |
| 2018             | King of Mask Singer | Ep. #139-140, 142 - participó como "Gypsy Woman" |
| 2012, 2013, 2017 | Hello Counselor     | Ep. #77, 112, 340 - invitada                     |

### Musicales / Teatro
| Año  | Título            | Notas                                          |
| ---- | ----------------- | ---------------------------------------------- |
| 2018 | Red Book (레드북) | junto a Lee Sang-yi, Heo Soon-mi y Kim Woo-suk |